# JWH-073
JWH-073，化学名N-正丁基-3-(1-萘甲酰基)吲哚，分子式C23H21NO，属于萘甲酰基吲哚类JWH系列大麻素，是大麻素受体CB1和CB2的全激动剂，由约翰·威廉·霍夫曼小组合成。